# Stenia batracalis
Stenia batracalis là một loài bướm đêm trong họ Crambidae.